# تایلر هاینس
تایلر هاینس (انگلیسی: Tyler Hynes؛ زادهٔ ۶ مهٔ ۱۹۸۶) یک هنرپیشه اهل کانادا است.
از فیلم‌ها یا برنامه‌های تلویزیونی که وی در آن نقش داشته است می‌توان به فناناپذیران اشاره کرد.